# 萊克縣 (俄亥俄州)
萊克縣（英語：Lake County，或譯作湖郡）是位於美國俄亥俄州東北部的一個縣，北傍伊利湖並與加拿大安大略省，面積2,535平方公里。根據2020年美國人口普查，共有人口23萬2,603人。縣治佩恩斯維爾（Painesville）。該縣成立於1840年3月6日，縣名取自伊利湖。